# МХП-Вінниця
«МХП-Вінниця» — чоловічий волейбольний клуб із Вінниці.

## Історія

### Колишні назви
- СДЮСШ Вінниця — 2004–2006
- СДЮСШ-ВДАУ Вінниця  — 2006–2011
- ВНАУ Вінниця — 2011–2012
- ВНАУ Вінниця — 2012–2014
- «МХП-Вінниця»  — 2014–2023
- «МХП-Ладижин ШВСМ Колос» Вінниця — 2023-

У 2004 році на базі Вінницької обласної спеціалізованої дитячо-юнацької спортивної школи з волейболу заснували клуб СДЮСШ Вінниця. Гравцями команди були вихованці спортивних шкіл Вінницької області.
У 2006 році клуб налагодив співпрацю з Вінницьким державним аграрним університетом, змінивши назву «СДЮСШ-ВДАУ Вінниця». 
У сезоні 2009/2010 клуб дебютував у Суперлізі. «СДЮСШ-ВДАУ Вінниця» посів передостаннє місце і вибув у Вищу лігу.
У сезоні 2010/2011 став віце-чемпіоном Вищої ліги, отримавши право виборювати в плей-оф можливість виступати в Суперлізі, в якому поступився команді «Буревісник-ШВСМ».  У сезоні 2011/2012 знову посів 2 місце у Вищій лізі, але програв у плей-оф за вихід до Суперліги клубу «Новатор Хмельницький».
У 2014 році клуб припинив співпрацю з Вінницьким національним аграрним університетом. 
У сезоні 2014/2015 клуб мав назву ВК «Вінниця».
У сезоні 2016/2017 команда стала бронзовим призером чемпіонату України, здолавши «Новатор» із Хмельницького 3:0.
У сезоні 2018/2019 «МХП-Вінниця» стає бронзовим призером чемпіонату України. Дмитро Сухінін визнаний найкращим догравальником, а Костянтин Рябуха — кращим центральним блокуючим першості України.

## Склад

### Гравці
Сезон 2024/2025 
| №  | Ім'я, прізвище      | Дата народження | Позиція               |
| -- | ------------------- | --------------- | --------------------- |
| 1  | Борис Яковлєв       | 24.06.2003      | Ліберо                |
| 2  | Ілля Чабан          | 20.06.2003      | Центральний блокуючий |
| 7  | Ілля Поліщук        | 28.03.1996      | Зв'язуючий            |
| 10 | Володимир Скорбатюк | 11.05.2003      | Зв'язуючий            |
| 11 | Денис Гуршал        | 13.05.2000      | Догравальник          |
| 13 | Георгій Клепко      | 12.02.1997      | Центральний блокуючий |
| 19 | Іван Гончарук       | 05.07.2001      | Діагональний          |
| 22 | Михайло Якушенко    | 31.05.2002      | Діагональний          |
| 24 | Андрій Ратушняк     | 02.09.1993      | Центральний блокуючий |
| 30 | Сергій Міщенко (К)  | 30.11.2000      | Діагональний          |
| 51 | Станіслав Величко   | 05.07.2001      | Центральний блокуючий |

## Усі сезони
| Сезон   | Ліга       | Місце | Кубок         | Суперкубок | Єврокубки |
| ------- | ---------- | ----- | ------------- | ---------- | --------- |
| 2006/07 | Перша ліга | 2     |               |            |           |
| 2007/08 | Вища ліга  | 3     |               |            |           |
| 2008/09 | Вища ліга  | 2     |               |            |           |
| 2009/10 | Суперліга  | 6     |               |            |           |
| 2010/11 | Вища ліга  | 2     |               |            |           |
| 2011/12 | Вища ліга  | 2     |               |            |           |
| 2012/13 | Суперліга  | 6     | Основна сітка |            |           |
| 2013/14 | Суперліга  | 6     | Півфінал      |            |           |
| 2014/15 | Суперліга  | 4     | Основна сітка |            |           |
| 2015/16 | Суперліга  | 6     | Основна сітка |            |           |
| 2016/17 | Суперліга  | 3     | Півфінал      |            |           |
| 2017/18 | Суперліга  | 6     | Півфінал      |            |           |
| 2018/19 | Суперліга  | 3     | Півфінал      |            |           |
| 2019/20 | Суперліга  | 3     | Основна сітка |            |           |
| 2020/21 | Суперліга  | 5     | Півфінал      |            |           |
| 2021/22 | Суперліга  | 7     |               |            |           |
| 2022/23 | Суперліга  | 5     | Півфінал      |            |           |
| 2023/24 | Суперліга  | 9     | Чвертьфіналів |            |           |

## Досягнення
Чемпіонат України
- Срібний призер Першої Ліги України: 2006-2007.
- Срібний призер Вищої Ліги України (3): 2008-2009, 2010-2011, 2011-2012.
- Бронзовий призер Вищої Ліги України: 2008-2009.
- Бронзовий призер  України: 2016/2017, 2018/2019.

Кубок України
- Півфіналіст Кубка України: 2016/2017, 2018/2019, 2022/2023.

## Люди

### Тренери
- Олександр Бондаренко (?-2017)
- Васіф Талибов[5] (2017–2019)[6]
- Костянтин Рябуха[7] (2019–2023)
- Іван Слинчук[8] (2023)

### Колишні гравці
- Ілля Ковальов
- Сергій Щавінський
- Тимофій Полуян
- Володимир Сидоренко
- Дмитро Канаєв
- Ярослав Пампушко
- Дмитрл Сухінін
- Віталій Щитков

### Легіонери
- Данил Портной[9]